# Čedok

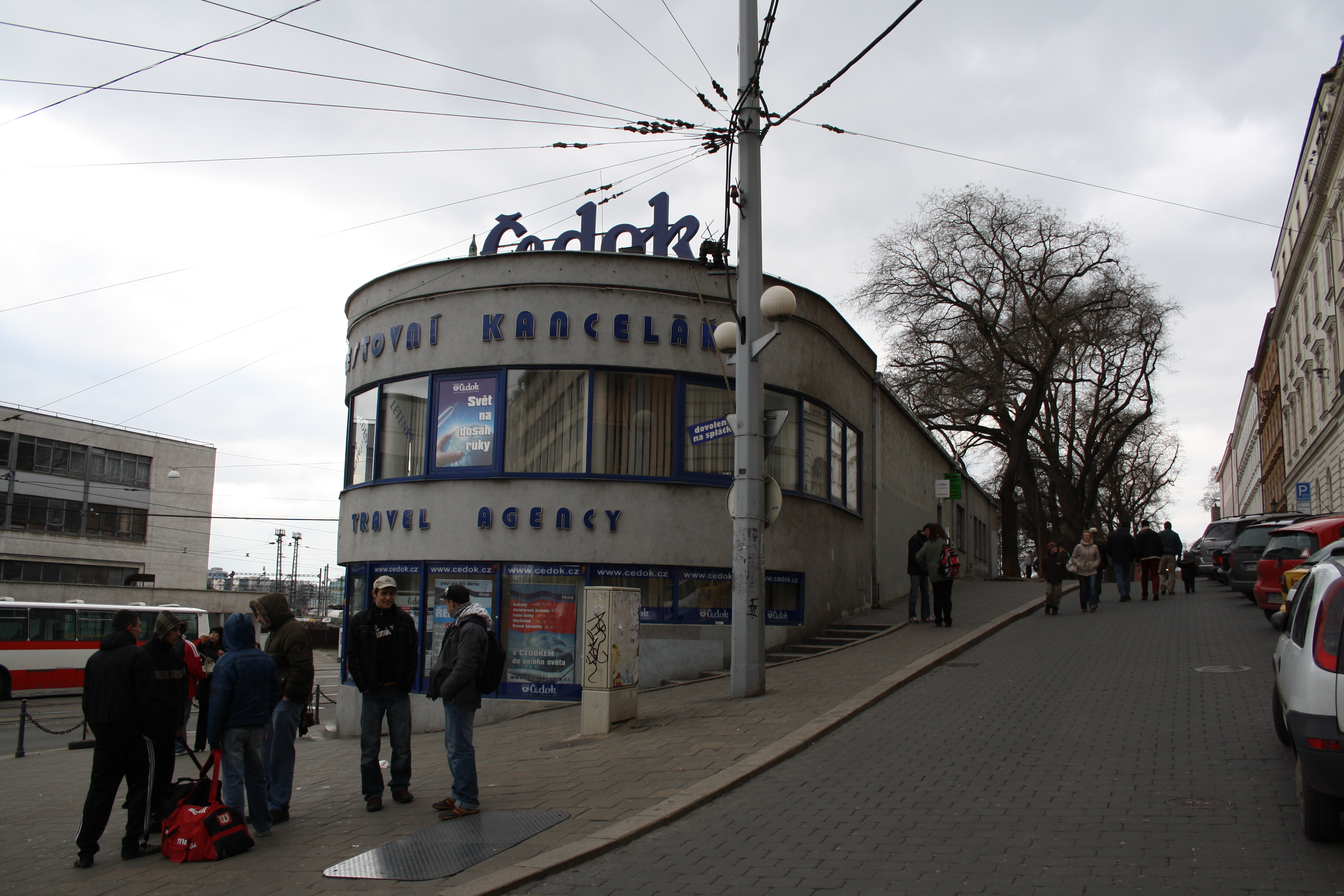
Geschäftsstelle in Brünn

Čedok a. s. (Abkürzung für Československá dopravní kancelář; Tschechoslowakisches Reisebüro) ist ein im Jahr 1920 gegründeter tschechischer Reiseveranstalter.

## Geschichte
Das Unternehmen wurde am 21. Juli 1920 in Prag gegründet. 1922 hatte das Unternehmen bereits Filialen in London, Wien und Paris eröffnet. 1936 wurde die Firma zur Aktiengesellschaft umfunktioniert und hatte einen Wert von 3 Milliarden Kronen. 1948 wurde der Reiseveranstalter verstaatlicht. 1952 wurde die Leitung beim Verkehrsministerium integriert. Während dieser Zeit gehörten zahlreiche Hotels und Restaurants zum Staatsunternehmen.
1988 beschäftigte Čedok 21.000 Personen, besaß 208 Hotels mit 23.000 Betten, 265 Restaurants, 32 Skilifte, 166 Reisebüros in der Tschechoslowakei, 20 im Ausland.
Im Jahr 1990 wurden die Hotels und Restaurants privatisiert und gehören seitdem nicht mehr zu Čedok. Heute (Stand 2010) besitzt der Reiseveranstalter 46 Niederlassungen in Tschechien und drei weitere in Europa.